# Psidium reptans
Psidium reptans är en myrtenväxtart som först beskrevs av Carlos Maria Diego Enrique Legrand, och fick sitt nu gällande namn av Soares-silva och Carolyn Elinore Barnes Proença. Psidium reptans ingår i släktet Psidium och familjen myrtenväxter. Inga underarter finns listade i Catalogue of Life.